# Eloeophila maculata
Eloeophila maculata – gatunek muchówki z rodziny sygaczowatych i podrodziny Hexatominae.
Gatunek ten opisany został w 1804 roku przez Johanna Wilhelma Meigena jako Limnobia maculata.
Muchówka o krótszych niż tułów i głowa razem wzięte czułkach. Skrzydła ma pośrodku szerokie, długości od 7,8 do 9,8 mm, o tylnej krawędzi kanciastej przed wierzchołkiem drugiej żyłki analnej. Wzór na skrzydłach składa się z siedmiu dużych plam i licznych dodatkowych znaków na żyłkach podłużnych. Narządy rozrodcze samca mają wyraźny wargowaty wyrostek na tylnej krawędzi dziewiątego sternitu odwłoka oraz krótki edeagus, nieprzekraczający szczytu paramery.
Owad palearktyczny, znany z prawie całej Europy, w tym z Polski. Na wschód sięga po Kazachstan.